# Blissard
Blissard è il quinto album in studio della band norvegese Motorpsycho. Fu il primo album della band in cui si cercò di dare maggior priorità alla composizione dei brani prima di entrare in studio di registrazione, in opposizione alla tecnica utilizzata per i loro lavori precedenti che consistevano nella composizione in studio e improvvisazione. È spesso considerato il loro lavoro migliore sia da parte del pubblico che dalla critica.

## Tracce
0. Traccia nascosta – 8:35
1. Sinful, Wind-borne – 5:21
2. Drug Thing – 4:37
3. Greener – 6:14
4. 's Numbness – 3:57
5. The Nerve Tattoo – 4:02
6. True Middle – 4:51
7. S.T.G. – 9:45
8. Manmower – 4:15
9. Fool's Gold – 3:57
10. Nathan Daniel's Tune from Hawaii – 6:11

### Versione Lp
Lato A
1. Sinful, Wind-borne – 5:21
2. Drug Thing – 4:37

Lato B
1. Greener – 6:14
2. The Nerve Tattoo – 4:02

Lato C
1. True Middle – 4:51
2. S.T.G. – 9:45

Lato D
1. Manmower – 4:15
2. Nathan Daniel's Tune from Hawaii – 6:11

- Nr. 1-4, 7, 9 di Sæther.
- Nr. 5 di Sæther/Gebhardt.
- Nr. 6 di Sæther/Burt.
- Nr. 8 di Sæther/Ryan.
- Nr. 10 di Sten.

## Formazione
- Bent Sæther: voce, basso, chitarra, Taurus,
- Hans Magnus Ryan: chitarre, voce, taurus, banjo
- Håkon Gebhardt: batteria
- Morten Fagervik: chitarra ritmica, Mellotron, Clavinette, organo Viscount, piano, vibrafono, voce

con:
- Helge Sten (Deathprod): samples, Echoplex, Oscillator, Theremin
- Ole Henrik Moe (Ohm): sax, violini
- Bitten Forsudd: voce secondaria
- Rolf Yngve Uggen: voce secondaria
- Matt Burt: voce secondaria
- M. Banto: pandeira